# Ilia Oleinikov
Ilia Lvovici Oleinikov (născut Ilia Lvovici Kliaver / Илья Львович Клявер; n. 10 iulie 1947, Chișinău, RSS Moldovenească, URSS – d. 11 noiembrie 2012, Sankt Petersburg, Rusia) a fost un actor, personalitate de televiziune și comic rus, câștigător al premiului TEFI (1996, 2001), Artist al Poporului din Rusia (2001).

## Biografie
Ilia Kliaver s-a născut la 10 iulie 1947 în Chișinău, în familia evreiască a lui Lev (Leib) Naftulovici Kliaver și Clara (Ceaia) Borisovna Kliaver (Presel).
În 1965, a început să studieze și în 1969 a absolvit GUTSEI - Circul de Stat și Institutul de Arte din Moscova. Din 1969 până în 1971, Oleinikov servit în Armata Sovietică. El a lucrat ca un artist în Moskonțert și din 1974 până în 1990 ca comedian în Lenkonțert.
El a luat numele de scenă Oleinikov (numele soției sale era Oleinikova), când a început să lucreze într-un duet numit "Kazakov și Oleinikov" cu artistul Roman Kazakov, care a fost nu numai partenerul său de scenă, dar, de asemenea, și prietenul lui cel mai bun. Duo-ul, de asemenea, a lucrat cu Vladimir Vinokur.
Din 1968, a jucat în mai multe filme.
În 1977, împreună cu partenerul său de scenă Roman Kazakov devine câștigătorul sovietic în materie de concurență ai artiștilor interpreți.
Din 1993 până în 2012, el a jucat în serialul de comedie „Gorodok” („Orășelul”), în pereche cu Iurii Stoianov.
S-a stins din viață din cauza insuficienței cardiace provocată de complicații ale cancerului pulmonar pe 11 noiembrie 2012.

## Onoruri
- Premiul TEFI pentru cel conducător al programului de divertisment (1996, 2001).
- Artist al poporului din Rusia (2001)
- Ordinul de Onoare (2012)[4]

## Filmografie
- Trembita (1968)
- Bulevardul Primorski (1988)
- Gu-ga (1989)
- Anecdote (1990)
- Manechinul din dragoste (1991)
- Setea de pasiune (1991)
- Carnavalul De Noapte 2 (1996)
- Chestii  subțiri (1999)
- Mituri. Muncile lui Hercule (1990)
- Alchimistul (2001)
- Ferma (2003)
- Cu susul în jos (2004)
- Joc on-line (2004)
- Doisprezece scaune (2005)
- Thai tur de Stepanîci (2005)
- Maestrul și Margareta (2005) [5]
- Excursia spaniolă a lui Stepanîci (2006)
- Viața și Moartea lui Lionka Panteleiev (2006)
- Trei pe partea de sus (2006)
- Regatul Oglinzilor Sparte (2007)
- Talmeș-balmeș № 215 (2007)
- Hitler se duce Kaput!  (2008)
- Rjevski față de Napoleon (2011)
- Aventurieri (2012)

## Legături externe
- Ilia Oleinikov la Internet Movie Database
- ru Видео в память об артисте pe YouTube
- ru Личное дело Олейникова И. Л.
- ru Интервью журналу Турнавигатор
- ru Илья Олейников:  Жизнь как песня  Arhivat în 27 decembrie 2013, la Wayback Machine.